# Mosbius Designs (Így jártam anyátokkal)
A Mosbius Designs az Így jártam anyátokkal című televízió-sorozat negyedik évadának huszadik epizódja. Eredetileg 2009. április 13-án vetítették, míg Magyarországon egy évvel később, 2010. május 24-én.
Ebben az epizódban Ted saját építészcéget alapít, miközben Robin folyamatosan lefekszik az asszisztensével, Barney bosszúságára. Marshall pánikba esik, amikor amiatt aggodalmaskodik, hogy nem biztos a munkahelye, ezért hírnevet próbál meg elérni.

## Cselekmény
Az epizód egy jelenettel indul, ahol azon viccelődnek a srácok, hogy mi a különbség a mogyoróvaj és a lekvár között. Ekkor érkezik Lily, aki kéri, hogy meséljék el neki is a viccet. Ted és Marshall nem szeretnék, mert az szerintük fiús vicc, de Lily rábeszéli őket. Ekkor Barney elmondja azt – amit mi csak Jövőbeli Ted narrálásán keresztül látunk, aki azt mondja, ez annyira mocskos vicc volt, hogy Lily úgy felháborodott rajta, hogy ezután 4 hétig nem látták őt.
Miután Ted elvesztette az állását, úgy határozott, hogy megalapítja saját cégét, a Mosbius Designs-t. Eleinte olyan jelentéktelen apróságokkal bíbelődik, mint hogy milyen legyen az iroda hivatalos tolla. Robin szerint, aki még mindig Teddel él, ideje lenne felhívni a potenciális ügyfeleket megrendelésekért. Másnap, amikor hazatér, egy hatalmas íróasztalt talál a szoba közepén, mögötte PJ-vel, Ted új asszisztensével. PJ a lakást teljesen irodaként kezeli, és hivatalos hangnemben lép fel, ami beindítja Robint. Pár nappal később, amikor azt hazudja, hogy az Empire State Building tetejéről telefonál, valójában Robin szobájában csörög a készülék. A dühös Ted kirúgja PJ-t, aki viszont ezután is a lakásban lófrál, mert Robinnal flörtöl. Amikor már ez Robinnak is fojtogatóan sok, szakít vele, és Ted abban a pillanatban visszaveszi alkalmazottnak. Csakhogy ezzel elölről kezdődik az egész, mert a pozíció beindítja Robint – így PJ kénytelen felmondani. Robinnak egy bocsánatkérő levelet hagy, Tednek pedig egy csokor rózsát.
Barney a helyzetet eleinte úgy kezeli, hogy egy nőt kellett volna felvennie Tednek, majd később féltékeny lesz. Mivel nem tudja megbeszélni Lilyvel a problémát, ezért Marshallnak vallja be az érzéseit, aki közli vele, hogy már rég tudta. Marshall egyébként is aggodalmaskodik amiatt, hogy ki fogják rúgni, amit Barney szerint úgy lehet orvosolni, ha hírnevet szerez magának, ahogy más kollégái is. Elhatározza, hogy ő lesz a "sportos", és egy fantázia baseball-ligát indít. De amikor a gondjaira bíznak 18 ezer dollárt (amit idegesen hurcolászik az utcán), és amikor a munkatársai folyamatosan kérdésekkel zaklatják, elege lesz az egészből. Felveszi PJ-t, hogy helyette intézze a kényes ügyeket, amiért Barney köszönetet mond.
Az epizód végén egy nindzsa bukkan fel a GNB székházban, Barney szerint pedig azonnal el kell hagyniuk az épületet, mert ez már megtörtént korábban.

## Kontinuitás
- LIly "A párbaj" című részben nevezte a közös lakásukat "pasis lakásnak".
- PJ a telefonban azt mondja, hogy az Empire State Building tetején van. Lily és Marshall használták először a szex metaforájaként az épületet az "Először New Yorkban" című részben.
- Barney először az "Előnyök" című részben akadt ki teljesen amiatt, hogy Robin mással randizik.
- Lilynek az "Ismerlek?" című részben mondta meg, Tednek pedig az "Előnyök" című epizódban, hogy szerelmes Robinba.

## Jövőbeli visszautalások
- Ted Empire State Building iránt érzett vonzalma az "Állati történetek" és a "Búcsú New Yorktól" című részekben szerepel még.
- Barney a "Definíciók" című részben veszti el megint az uralmát, amikor Robin Braddel randizik.
- Lily valóban 4 hétre tűnik el a társaságtól, hiszen legközelebb az "Amilyen hamar tud" című részben látható, amely éppen 4 héttel ennek az epizódban a vetítése után került adásba.
- Marshall "Az ugrás" című részben bevallja, hogy attól a naptól tudja, hogy Barney szerelmes Robinba, amióta Lily.
- Ugyancsak "Az ugrás" című részben a Mosbius Designs becsődöl, és Tedből ekkor lesz egyetemi tanár.
- Barney azt állítja, őt sosem rúgnák ki azért, amit a munkahelyéről tud. Viszont "A tökéletes hét" című részben ez majdnem megtörtént – aztán a "Szünet ki" című rész tanúsága szerint valóban fontos dolgokat tud a cégtől.

## Érdekességek
- Ted egy Amerikában ismert városi legendát ad elő Robinnak arról, hogy egyszer egy építész tervezett egy könyvtárat, ami az átadás után elkezdett süllyedni, mert nem számolta bele a könyvek súlyát.
- A Barney által elmesélt disznó vicc ("What is the difference between peanut butter and jam?") csattanója angolul "I can't peanut-butter my dick up your ass".
- Lily kiírására azért volt szükség 4 hétre, mert az őt alakító Alyson Hannigan terhessége vége felé járt, és szülési szabadságra ment. A forgatókönyvírók így oldották meg a problémát. Az 5 hónappal korábban terhességét szintén bejelentő Cobie Smulders is láthatóan terhes ebben az epizódban.
- Amikor Ted megjegyzi, hogy a hívás a saját szobájából jön, az egy utalás az "Ismeretlen hívás" című horrorfilmre.

## Vendégszereplők
- Ryan Sypek - PJ
- Bo Barrett - 2. srác
- Edward Flores - Kajás
- Stephen Holland - Masszírozó
- Darren O'Hare - 1. srác
- Adrian Rice - Varázsló
- Joel Spence - Játékos